# Joey Wong
Joey Wong Cho-yin, auch Joey Wang (chinesisch 王祖賢 / 王祖贤, Pinyin Wáng Zǔxián, W.-G. Wang Tsu-hsien, Jyutping Wong4 Zou2jin4, kantonesisch Wong Cho-yee; * 31. Januar 1967 in Taipeh) ist eine ehemalige taiwanesische Schauspielerin, die besonders durch ihre Rollen in A Chinese Ghost Story, Green Snake, Butterfly Sword, The East is Red und City Hunter bekannt wurde.
Wong spielt nicht nur in chinesischen Filmen, sondern auch in japanischen und südkoreanischen Filmproduktionen mit und ist in vielen ostasiatischen Ländern bekannt. So ist sie beispielsweise dem Publikum in Japan als Joy Hwang (jap. ジョイ・ウォン) und in Südkorea als Wang Johyeon (kor. 왕조현 RR Wang Johyeon, MCR Wang Chohyŏn) bekannt.
Wong beendete 2004 ihre Tätigkeit als Schauspielerin, zog sich vollständig ins Privatleben zurück und emigrierte nach Kanada, wo sie seitdem zurückgezogen im Großraum Vancouver lebt.

## Filmografie (Auswahl)
Quelle: Hong Kong Movie Database, Taiwan Film and Audiovisual Institute
- 1983: Jin nian hu pan hui hen leng
- 1984: Tian di xuan men
- 1985: Joi gin chat yat ching
- 1985: Da gung wong dai (Working Class)
- 1985: Tian guan ci fu
- 1986: Pi li da la ba (Where’s Officer Tuba?)
- 1986: Sha qi er ren zu (100 Ways to Murder Your Wife)
- 1986: Ou ran
- 1986: Bi gui zhuo
- 1986: Yi gai yun tian
- 1986: Xin dong
- 1986: Guzoo: Kami ni misuterareshi mono
- 1987: Wai Si-Lei chuen kei (Die 7. Macht)
- 1987: A Chinese Ghost Story (Sien nui yau wan)
- 1984: Xiang Gang xiao jie xie zhen
- 1987: Biu choh sam
- 1987: Hua zhong xian (Picture of a Nymph)
- 1987: Fang cao bi lian tian
- 1987: Piao cuo can
- 1988: Cheung duen geuk ji luen (Fractured Follies)
- 1988: Jin zhuang da jiu dian
- 1988: JCheng shi te jing (Big Heat)
- 1988: Daai jeung foo yat gei
- 1988: Fat jung ching (Law or Justice)
- 1988: Meng guo jie
- 1988: Daai jeung foo yat gei
- 1989: Hap ga foon (Mr. Coconut)
- 1989: Sat sau woo dip mung
- 1989: Fei yue yin yang jie
- 1989: Pan Jin Lian zhi qian shi jin sheng
- 1989: Do si lip yan (Missing Man)
- 1989: Jing hun ji
- 1989: Da gong kuang xian qu (Gift from Heaven)
- 1989: Do san
- 1989: Jin ye bu she fang (Fernsehserie)
- 1989: Du shen (God of Gamblers)
- 1989: Sha shou hu die meng
- 1989: Jin ye bu she fang  (Fernsehserie)
- 1990: Honkon kara kita onna (Fernsehfilm)
- 1990: Wai ngoh duk juen
- 1990: Zhong Ri nan bei he
- 1990: Wu ming jia zu
- 1990: Mo hua qing
- 1993: Wei wo du zun
- 1990: A Chinese Ghost Story II (Sien nui yau wan II: Yan gaan do)
- 1990: Mo deng ru lai shen zhang
- 1990: Jue qiao zhi duo xing (The Big Score)
- 1990: Qian nian nu yao (Demoness from Thousand Years)
- 1990: Man hua qi xia (Tales from the East)
- 1990: Do see saat sing
- 1990: Dong fang lao hu
- 1990: Ling hu (Fox Legend)
- 1990: Lang man sha shou zi you ren (Killer’s Romance)
- 1990: Yi daam hung sam (Gangland Odyssey)
- 1991: Tian di xuan men
- 1991: Gui gan bu
- 1991: Yi chu ji fa (Touch and Go)
- 1991: Zhui ri (A Chinese Legend)
- 1991: Qian ren zhan (The Beheaded 1000)
- 1991: A Chinese Ghost Story III (Sien nui yau wan III: Do do do)
- 1991: Chung gik tin ji moon sang
- 1991: Ho moon yeh yin
- 1991: Woman from Hong Kong (Fernsehfilm)
- 1991: Lady Wolf
- 1991: Haomen yeyan (The Banquet)
- 1991: Lake Sprite
- 1991: Ma deng ru lai shen zhang
- 1991: Tian di xuan men
- 1991: Tian zi men sheng (Hong Kong Godfather)
- 1992: Do sing dai hang san goh chuen kei (Casino Tycoon)
- 1992: Miu kai sup yi siu
- 1992: Do sing daai hang II ji ji juen mo dik (Casino Tycoon II)
- 1992: Hua pi zhi: Yin yang fa wang (Painted Skin)
- 1992: Sui woo juen ji ying hung boon sik
- 1993: Die Macht des Schwertes (Xin liu xing hu die jian)
- 1993: City Hunter (Sing si lip yan)
- 1993: Se diu ying hung: Dung sing sai jau (The Eagle Shooting Heroes)
- 1993: Shui hu zhuan zhi ying xiong ben se
- 1993: Zhi shi huo tui (Chez 'n Ham)
- 1993: Ching Se (Green Snake)
- 1993: Sheng nu de yu wang (Ming Ghost)
- 1994: Die verlorene Zeit (Dung che sai duk, Szenen gelöscht)
- 1997: Pekin genjin (Peking Man Who are you?)
- 1997: Das Zauberbildnis (Volshebnyy portret)
- 1998: Seikimatsu no uta (Fernsehserie, 1 Folge)
- 2001: Youyuan jingmeng (Peony Pavilion)
- 2004: Meili Shanghai (Shanghai Story)